# Circuito Mundial de Voleibol de Praia de 2025
O Circuito Mundial de Voleibol de Praia de 2025 será uma série de competições internacionais organizadas pela Federação Internacional de Voleibol (FIVB), atualmente  evento chamado de "Volleyball World Beach Pro Tour" (Circuito Mundial Pró Vôlei de Praia), quarta edição com esta nomenclatura, objetivando continuar a trazer ação esportiva de classe mundial para multidões em locais novos, familiares e icônicos em quatro continentes. Iniciando o ciclo dos Jogos Olímpicos de Los Angeles 2028, a temporada de 2025 terá mais uma edição da Copa do Mundo (Campeonato Mundial) em Adelaide na Austrália em novembro. 
O pontapé inicial ocorrerá no evento Future em Mount Maunganui (Nova Zelândia) em 7 de março, já o evento Challenge se inicia em Yucatán em 20 de março, e o Elite 16 em Playa del Carmen no dia 27 de março. Nesse ano o Brasil receberá quatro etapas do Elite 16 e duas etapas do evento Challenge cujo locais ainda serão anunciados. Montreal e Cidade do Cabo também voltam a ser palco de etapas na categoria principal. 

## Cronograma
Eventos
| Finais do Circuito Mundial (FIVB World Tour Finals) |
| Torneio Elite 16                                    |
| Torneio Challenge                                   |
| Torneio Future                                      |

### Masculino
| Torneio                                                                            | Ouro                                           | Placar                              | Prata                                          | Bronze                                          | Placar                              | Quarto lugar                                         |
| Future de Mount Maunganui Mount Maunganui, Nova Zelândia De 6 a 9 de março de 2025 | Nova ZelândiaBradley Fuller · Ben O'Dea        | 2x0 Relatório (21–19, 23–21)        | Nova ZelândiaThomas Hartles · John McManaway   | Estados UnidosJake Urrutia · Derek Bradford     | 2x0 Relatório (21–14, 21–17)        | AustráliaOliver Merritt · Jed Walker                 |
| Challenge de Yucatán Puerto Progreso, México De 19 a 23 de de março de 2025        | ChéquiaOndřej Perušič · David Schweiner        | 2x0 Relatório (21–14, 21–12)        | Suíça Yves Haussener · Julian Friedli          | PortugalJoão Pedrosa · Hugo Campos              | 2x1 Relatório (21–12, 14–21, 21–19) | ÁustriaChristoph Dressler · Philipp Waller           |
| Quintana Roo Elite 16 Playa del Carmen, México De 25 a 30 de março de 2025         | CubaNoslen Díaz · Jorge Alayo                  | 2x0 Relatório (21–13, 24–22)        | ArgentinaTomás Capogrosso · Nicolás Capogrosso | Estados UnidosChaim Schalk · James Shaw         | 2x0 Relatório (21–19, 21–16)        | Países BaixosSteven van de Velde · Alexander Brouwer |
| Future de Coolangatta Coolangatta, Austrália De 26 a 30 de março de 2025           | Nova ZelândiaBen O'Dea · John McManaway        | 2x0 Relatório (21–13, 21–15)        | AlemanhaMomme Lorenz · Tilo Rietschel          | AustráliaFinley Bennett · Jed Walker            | 2x1 Relatório (15–21, 24–22, 15–16) | AustráliaGarang Anyang · Justin Schumann             |
| Future de Songkhla Songkhla, Tailândia De 8 a 11 de abril de 2025                  | IsraelEylon Elazar · Kevin Cuzmiciov           | 2x0 Relatório (21–13, 21–18)        | ÁustriaAlexander Huber · Robin Seidl           | TailândiaDunwinit Kaewsai · Banlue Nakprakhong  | 2x0 Relatório (21–18, 21–17)        | AlemanhaMomme Lorenz · Tilo Rietschel                |
| Saquarema Elite 16 Saquarema, Brasil De 9 a 13 de abril de 2025                    | NoruegaAnders Mol · Christian Sørum            | 2x0 Relatório (21–18, 21–15)        | SuéciaDavid Åhman · Jonatan Hellvig            | Países BaixosStefan Boermans · Yorick de Groot  | 2x0 Relatório (21–11, 21–14)        | BrasilPedro Augusto Sousa · Renato Andrew            |
| Brasília Elite 16 Brasília, Brasil De 17 a 20 de abril de 2025                     | Países BaixosStefan Boermans · Yorick de Groot | 2x1 Relatório (21–18, 21–23, 18–16) | BrasilEvandro Gonçalves · Arthur Lanci         | NoruegaAnders Mol · Christian Sørum             | 2x1 Relatório (21–16, 19–21, 20–18) | PolóniaBartosz Łosiak · Michał Bryl                  |
| Future de Nuvali Nuvali, Filipinas De 1 a 4 de maio de 2025                        | EslováquiaLuboš Němec · Adrián Petruf          | 2x1 Relatório (21–15, 18–21, 19–17) | IsraelEylon Elazar · Kevin Cuzmiciov           | LetóniaOlivers Bulgačs · Markuss Graudiņš       | 2x1 Relatório (21–15, 19–21, 15–5)  | GréciaStavros Ntallas · Dimitrios Chatzinikolaou     |
| Future de Valência Valência, Espanha De 2 a 4 de maio de 2025                      | EspanhaAlejandro Huerta · Javier Huerta        | 2x0 Relatório (21–15, 21–9)         | ItáliaTiziano Andreatta · Davide Benzi         | Suíça Marco Krattiger · Leo Dillier             | 2x0 Relatório (21–19, 21–19)        | ÁustriaAlexander Huber · Robin Seidl                 |
| Future de Cervia Cervia, Itália De 9 a 11 de maio de 2025                          | ItáliaTiziano Andreatta · Davide Benzi         | 2x1 Relatório (21–16, 15–21, 17–15) | AlemanhaRobin Sowa · Jonas Reinhardt           | DinamarcaMads Møllgaard · Nicolai Overgaard     | 2x0 Relatório (21–16, 21–14)        | AlemanhaMomme Lorenz · Tilo Rietschel                |
| Future de Madrid Madrid, Espanha De 9 a 11 de maio de 2025                         | ChéquiaTadeáš Trousil · Matyas Džavoronok      | 2x0 Relatório (21–11, 21–19)        | NoruegaNils Ringøen · Even Stray Aas           | EspanhaAlejandro Huerta · Javier Huerta         | 2x0 Relatório (21–18, 21–19)        | ÁustriaMathias Seiser · Laurenc Grössig              |
| Challenge de Xiamen Xiamen, China De 14 a 18 de de maio de 2025                    | CatarCherif Younousse · Ahmed Tijan            | 2x0 Relatório (21–14, 21–14)        | Suíça Marco Krattiger · Leo Dillier            | FrançaTéo Rotar Arnaud Gauthier-Rat             | 2x0 Relatório (21–11, 21–12)        | NoruegaMarkus Mol · Adrian Mol                       |
| Future de Spiez Spiez, Suíça De 22 a 25 de maio de 2025                            | Suíça Adrian Heidrich · Jonathan Jordan        | 2x0 Relatório (21–19, 21–14)        | Suíça Marco Krattiger · Leo Dillier            | ChéquiaTadeáš Trousil · Matyas Džavoronok       | 2x0 Relatório (21–19, 21–14)        | PolóniaJędrzej Brożyniak · Piotr Janiak              |
| Future de Wuhan Qingshan Wuhan, China De 22 a 25 de maio de 2025                   | EslováquiaLuboš Němec · Adrián Petruf          | 2x0 Relatório (21–18, 21–15)        | InglaterraFrederick Bialokoz · Issa Batrane    | ChinaWu Jiaxin · Zhou Chaowei                   | 2x0 Relatório (21–0, 21–0)          | HungriaDomonkos Dóczi · Bence Stréli                 |
| Ostrava Elite 16 Ostrava, Chéquia De 28 de maio a 1 de junho de 2024               | SuéciaDavid Åhman · Jonatan Hellvig            | 2x1 Relatório (28–30, 21–17, 15–7)  | NoruegaAnders Mol · Christian Sørum            | ChéquiaOndřej Perušič · David Schweiner         | 2x0 Relatório (23–21, 21–13)        | PolóniaBartosz Łosiak · Michał Bryl                  |
| Future de Battipaglia Battipaglia, Itália De 30 de maio a 1 de junho de 2025       | ItáliaEnrico Rossi · Marco Viscovich           | 2x0 Relatório (21–14, 21–16)        | ItáliaManuel Alfieri · Alex Ranghieri          | ÁustriaRobin Seidl · Alexander Huber            | 2x1 Relatório (21–19, 19–21, 17–15) | ItáliaTiziano Andreatta · Davide Benzi               |
| Future de Cracóvia Cracóvia, Polônia De 6 a 8 de junho de 2025                     | IsraelEylon Elazar · Kevin Cuzmiciov           | 2x0 Relatório (30–28, 21–14)        | PolóniaJędrzej Brożyniak · Piotr Janiak        | DinamarcaMads Møllgaard · Nicolai Overgaard     | 2x1 Relatório (21–12, 18–21, 17–15) | AlemanhaTamo Wüst · Tristan Fröbel                   |
| Future de Praga Praga, Chéquia De 6 a 8 de junho de 2025                           | Países BaixosMees Sengers · Leon Luin          | 2x0 Relatório (21–16, 21–18)        | ChéquiaJakub Šépka · Jiří Sedlák               | ChéquiaTadeáš Trousil · Matyas Džavoronok       | 2x0 Relatório (21–19, 21–15)        | BélgicaGilles Vandecaveye · Louis Vandecaveye        |
| Future de Sveti Vlas Sveti Vlas, Bulgária De 6 a 8 de junho de 2025                | ÁustriaLaurenc Grössig · Mathias Seiser        | 2x0 Relatório (21–14, 21–10)        | SérviaĐorđe Klašnić · Marko Makarić            | BulgáriaDimitar Mehandzhiyski · Dimitar Kalchev | 2x0 Relatório (23–21, 17–21, 15–12) | ItáliaTiziano Andreatta · Davide Benzi               |
| Challenge de Alânia Alânia, Turquia De 11 a 15 de de junho de 2025                 |                                                | 0x0 [ Relatório] (0–0, 0–0)         |                                                |                                                 | 0x0 [ Relatório] (0–0, 0–0)         |                                                      |
| Future de Jūrmala Jūrmala, Letônia De 12 a 15 de junho de 2025                     |                                                | 0x0 [ Relatório] (0–0, 0–0)         |                                                |                                                 | 0x0 [ Relatório] (0–0, 0–0)         |                                                      |
| Future de Malmö Malmö, Suécia De 12 a 15 de junho de 2025                          |                                                | 0x0 [ Relatório] (0–0, 0–0)         |                                                |                                                 | 0x0 [ Relatório] (0–0, 0–0)         |                                                      |
| Future de Qingdao Qingdao, China De 12 a 15 de junho de 2025                       |                                                | 0x0 [ Relatório] (0–0, 0–0)         |                                                |                                                 | 0x0 [ Relatório] (0–0, 0–0)         |                                                      |
| Future de Genebra Genebra, Suíça De 19 a 22 de junho de 2025                       |                                                | 0x0 [ Relatório] (0–0, 0–0)         |                                                |                                                 | 0x0 [ Relatório] (0–0, 0–0)         |                                                      |
| Future de Ios Ios, Grécia De 19 a 22 de junho de 2025                              |                                                | 0x0 [ Relatório] (0–0, 0–0)         |                                                |                                                 | 0x0 [ Relatório] (0–0, 0–0)         |                                                      |
| Future de Messina Messina, Itália De 19 a 22 de junho de 2025                      |                                                | 0x0 [ Relatório] (0–0, 0–0)         |                                                |                                                 | 0x0 [ Relatório] (0–0, 0–0)         |                                                      |
| Future de Vármia-Masúria Vármia-Masúria, Polônia De 25 a 29 de junho de 2025       |                                                | 0x0 [ Relatório] (0–0, 0–0)         |                                                |                                                 | 0x0 [ Relatório] (0–0, 0–0)         |                                                      |

### Feminino
| Torneio                                                                            | Ouro                                               | Placar                              | Prata                                                | Bronze                                           | Placar                                | Quarto lugar                                       |
| Future de Mount Maunganui Mount Maunganui, Nova Zelândia De 6 a 9 de março de 2025 | Estados UnidosJaden Whitmarsh · Devon Newberry     | 2x1 Relatório (10–21, 21–18, 16–14) | Estados UnidosKamila Tan · Samantha Parrish          | Estados UnidosAlaina Chacon · Morgan Chacon      | 2x1 Relatório (21–16, 19–21, 18–16)   | Estados UnidosMacy Jerger · Megan Rice             |
| Challenge de Yucatán Puerto Progreso, México De 19 a 23 de de março de 2025        | ItáliaValentina Gottardi · Claudia Scampoli        | 2x0 Relatório (21–17, 21–15)        | Suíça Tanja Hüberli · Leona Kernen                   | Estados UnidosJaden Whitmarsh · Devon Newberry   | 2x1 Relatório (17–21, 21–15, 20–18)   | Estados UnidosKimberly Hildreth · Teegan Van Gunst |
| Quintana Roo Elite 16 Playa del Carmen, México De 25 a 30 de março de 2025         | BrasilCarolina Solberg Rebecca Cavalcante          | 2x0 Relatório (21–13, 21–17)        | Estados UnidosTerese Cannon · Megan Kraft            | Estados UnidosKristen Nuss · Taryn Brasher       | 2x0 Relatório (21–16, 21–14)          | Estados UnidosMolly Shaw · Kelly Cheng             |
| Future de Coolangatta Coolangatta, Austrália De 26 a 30 de março de 2025           | Estados UnidosAlaina Chacon · Morgan Chacon        | 2x0 Relatório (21–6, 21–16)         | InglaterraKirsty Star · Daisy Mumby                  | AustráliaElizabeth Alchin · Georgia Johnson      | 2x0 Relatório (21–15, 21–17)          | JapãoMaho Yabumi · Mayu Kikuchi                    |
| Future de Songkhla Songkhla, Tailândia De 8 a 11 de abril de 2025                  | Estados UnidosAlaina Chacon · Morgan Chacon        | 2x1 Relatório (21–19, 19–21, 20–18) | JapãoRen Matsumoto · Non Matsumoto                   | ChinaYu Tong · Jiang Kaiyue                      | 2x1 Relatório (24–22, 22–24, 15–8)    | TailândiaSalinda Mungkhon · Samitta Simarongnam    |
| Saquarema Elite 16 Saquarema, Brasil De 9 a 13 de abril de 2025                    | BrasilThâmela Coradello · Victória Tosta           | 2x1 Relatório (21–19, 16–21, 15–10) | Estados UnidosKristen Nuss · Taryn Brasher           | AlemanhaSvenja Müller · Cinja Tillmann           | 2x0 Relatório (21–16, 21–16)          | Estados UnidosMolly Shaw · Kelly Cheng             |
| Brasília Elite 16 Brasília, Brasil De 17 a 20 de abril de 2025                     | Estados UnidosKristen Nuss · Taryn Brasher         | 2x0 Relatório (22–20, 21–19)        | BrasilCarol Solberg · Rebecca Cavalcante             | BrasilAna Patrícia Ramos · Duda Lisboa           | 2x1 Relatório (19–21, 21–15, 15–12)   | Países BaixosEmi van Driel · Wies Bekhuis          |
| Future de Valência Valência, Espanha De 1 a 3 de maio de 2025                      | FrançaSaofé Duval Anouk Dupin                      | 2x1 Relatório (21–17, 15–21, 20–18) | EspanhaMaría Belén Carro · Paula Soria               | UcrâniaYeva Serdiuk · Daria Romaniuk             | 2x0 Relatório (21–14, 21–16)          | FrançaElsa Descamps Romane Sobezalz                |
| Future de Nuvali Nuvali, Filipinas De 1 a 4 de maio de 2025                        | Nova ZelândiaShaunna Polley · Olivia MacDonald     | 2x0 Relatório (21–18, 21–14)        | JapãoSakura Ito · Mayu Sawame                        | LituâniaIeva Dumbauskaitė · Gerda Grudzinskaitė  | 2x1 Relatório (21–19, 19–21, 19–17)   | RoméniaBeata Vaida · Francesca Alupei              |
| Future de Cervia Cervia, Itália De 9 a 11 de maio de 2025                          | AlemanhaHanna-Marie Schieder · Karla Borger        | 2x1 Relatório (24–22, 15–21, 15–11) | ChéquiaKaterina Pavelková · Anna Pavelková           | EslovêniaŽiva Javornik · Tajda Lovšin            | 2x1 Relatório (21–18, 19–21, 16–14)   | HungriaStefánia Kun · Lilla Villám                 |
| Challenge de Xiamen Xiamen, China De 14 a 18 de de maio de 2025                    | Estados UnidosToni Rodriguez · Kylie Kuyava-DeBerg | 2x1 Relatório (13–21, 21–13, 15–9)  | FinlândiaNiina Ahtiainen · Taru Lahti-Liukkonen      | AlemanhaLea Kunst · Melanie Paul                 | 2x0 Relatório (21–18, 21–15)          | Estados UnidosSavannah Simo · Abby Van Winkle      |
| Future de Madrid Madrid, Espanha De 15 a 18 de maio de 2025                        | AlemanhaJanne Uhl · Paula Schürholz                | 2x1 Relatório (21–13, 18–21, 20–18) | FrançaAlex Merle Anouk Dupin                         | EslovêniaTjaša Kotnik · Maja Marolt              | 2x0 Relatório (21–0, 21–0)            | EspanhaDaniela Álvarez · Tania Moreno              |
| Future de Spiez Spiez, Suíça De 21 a 24 de maio de 2025                            | Suíça Tanja Hüberli · Leona Kernen                 | 2x0 Relatório (21–15, 21–15)        | Suíça Anouk Vergé-Dépré · Zoé Vergé-Dépré            | AlemanhaHanna-Marie Schieder · Karla Borger      | 2x0 Relatório (21–19, 21–12)          | ChéquiaValerie Dvorníková · Karin Žolnerčíková     |
| Future de Wuhan Qingshan Wuhan, China De 22 a 25 de maio de 2025                   | EstóniaLiisa Remmelg · Heleene Hollas              | 2x1 Relatório (21–12, 18–21, 15–9)  | TailândiaTanarattha Udomchavee · Rumpaipruet Numwong | VanuatuMajabelle Lawac · Sherysyn Toko           | 2x1 [ Relatório] (21–15, 7–21, 15–10) | ChinaLin Meimei · Xie Hong                         |
| Ostrava Elite 16 Ostrava, Chéquia De 28 de maio a 1 de junho de 2024               | BrasilThâmela Coradello · Victória Tosta           | 2x0 Relatório (21–16, 21–11)        | LetóniaTīna Graudiņa · Anastasija Samoilova          | Suíça Anouk Vergé-Dépré · Zoé Vergé-Dépré        | 2x1 Relatório (21–18, 16–21, 15–12)   | ÁustriaDorina Klinger · Ronja Klinger              |
| Future de Battipaglia Battipaglia, Itália De 30 de maio a 1 de junho de 2025       | Países BaixosTrijntje Veerbeek · Floor Hogenhout   | 2x0 Relatório (22–20, 21–15)        | Ieva Dumbauskaitė Gerda Grudzinskaitė                | Anouk Dupin Marine Kinna                         | 2x0 Relatório (21–19, 21–18)          | Países BaixosLisa Luini · Desy Poiesz              |
| Future de Praga Praga, Chéquia De 30 de maio a 1 de junho de 2025                  | ChéquiaKaterina Pavelková · Anna Pavelková         | 2x1 Relatório (22–20, 17–21, 15–13) | ChéquiaMarie-Sára Štochlová · Markéta Svozilová      | ChéquiaMartina Maixnerová · Kylie Neuschaeferová | 2x1 Relatório (19–21, 21–12, 15–8)    | PolóniaMarta Łodej · Julia Kielak                  |
| Future de Sveti Vlas Sveti Vlas, Bulgária De 30 de maio a 1 de junho de 2025       | UcrâniaYeva Serdiuk · Daria Romaniuk               | 2x0 Relatório (21–12, 21–19)        | UcrâniaValentyna Davidova · Anhelina Khmil           | EspanhaSofía Izuzquiza · Ana Vergara             | 2x1 Relatório (21–18, 18–21, 15–10)   | AlemanhaSarah Schulz · Josefine Schäkel            |
| Challenge de Alânia Alânia, Turquia De 11 a 15 de de junho de 2025                 |                                                    | 0x0 [ Relatório] (0–0, 0–0)         |                                                      |                                                  | 0x0 [ Relatório] (0–0, 0–0)           |                                                    |
| Future de Jūrmala Jūrmala, Letônia De 12 a 15 de junho de 2025                     |                                                    | 0x0 [ Relatório] (0–0, 0–0)         |                                                      |                                                  | 0x0 [ Relatório] (0–0, 0–0)           |                                                    |
| Future de Cracóvia Cracóvia, Polônia De 12 a 15 de junho de 2025                   |                                                    | 0x0 [ Relatório] (0–0, 0–0)         |                                                      |                                                  | 0x0 [ Relatório] (0–0, 0–0)           |                                                    |
| Future de Qingdao Qingdao, China De 12 a 15 de junho de 2025                       |                                                    | 0x0 [ Relatório] (0–0, 0–0)         |                                                      |                                                  | 0x0 [ Relatório] (0–0, 0–0)           |                                                    |
| Future de Ios Ios, Grécia De 19 a 22 de junho de 2025                              |                                                    | 0x0 [ Relatório] (0–0, 0–0)         |                                                      |                                                  | 0x0 [ Relatório] (0–0, 0–0)           |                                                    |
| Future de Messina Messina, Itália De 19 a 22 de junho de 2025                      |                                                    | 0x0 [ Relatório] (0–0, 0–0)         |                                                      |                                                  | 0x0 [ Relatório] (0–0, 0–0)           |                                                    |
| Future de Qidong Qidong, China De 19 a 22 de junho de 2025                         |                                                    | 0x0 [ Relatório] (0–0, 0–0)         |                                                      |                                                  | 0x0 [ Relatório] (0–0, 0–0)           |                                                    |
| Future de Vármia-Masúria Vármia-Masúria, Polônia De 25 a 29 de junho de 2025       |                                                    | 0x0 [ Relatório] (0–0, 0–0)         |                                                      |                                                  | 0x0 [ Relatório] (0–0, 0–0)           |                                                    |
| Future de Genebra Genebra, Suíça De 26 a 29 de junho de 2025                       |                                                    | 0x0 [ Relatório] (0–0, 0–0)         |                                                      |                                                  | 0x0 [ Relatório] (0–0, 0–0)           |                                                    |

## Quadro de medalhas
| Ordem | País           | Medalha de ouro | Medalha de prata | Medalha de bronze | Total |
| ----- | -------------- | --------------- | ---------------- | ----------------- | ----- |
| 1     | Estados Unidos | 5               | 3                | 5                 | 13    |
| 2     | Chéquia        | 3               | 3                | 4                 | 10    |
| 3     | Brasil         | 3               | 2                | 1                 | 6     |
| 4     | Itália         | 3               | 2                | 0                 | 5     |
| 5     | Nova Zelândia  | 3               | 1                | 0                 | 4     |
| 6     | Países Baixos  | 3               | 0                | 1                 | 4     |
| 7     | Suíça          | 2               | 5                | 2                 | 9     |
| 8     | Alemanha       | 2               | 2                | 3                 | 7     |
| 9     | Israel         | 2               | 1                | 0                 | 3     |
| 10    | Eslováquia     | 2               | 0                | 0                 | 2     |
| 11    | Noruega        | 1               | 2                | 1                 | 4     |
| 12    | França         | 1               | 1                | 2                 | 4     |
| 12    | Espanha        | 1               | 1                | 2                 | 4     |
| 14    | Áustria        | 1               | 1                | 1                 | 3     |
| 14    | Ucrânia        | 1               | 1                | 1                 | 3     |
| 16    | Suécia         | 1               | 1                | 0                 | 2     |
| 17    | Cuba           | 1               | 0                | 0                 | 1     |
| 17    | Estónia        | 1               | 0                | 0                 | 1     |
| 17    | Catar          | 1               | 0                | 0                 | 1     |
| 20    | Japão          | 0               | 2                | 0                 | 2     |
| 20    | Inglaterra     | 0               | 2                | 0                 | 2     |
| 22    | Letónia        | 0               | 1                | 1                 | 2     |
| 22    | Lituânia       | 0               | 1                | 1                 | 2     |
| 22    | Tailândia      | 0               | 1                | 1                 | 2     |
| 25    | Argentina      | 0               | 1                | 0                 | 1     |
| 25    | Finlândia      | 0               | 1                | 0                 | 1     |
| 25    | Polónia        | 0               | 1                | 0                 | 1     |
| 25    | Sérvia         | 0               | 1                | 0                 | 1     |
| 29    | Austrália      | 0               | 0                | 2                 | 2     |
| 29    | China          | 0               | 0                | 2                 | 2     |
| 29    | Dinamarca      | 0               | 0                | 2                 | 2     |
| 29    | Eslovênia      | 0               | 0                | 2                 | 2     |
| 33    | Bulgária       | 0               | 0                | 1                 | 1     |
| 33    | Portugal       | 0               | 0                | 1                 | 1     |
| 33    | Vanuatu        | 0               | 0                | 1                 | 1     |
|       |                | 37              | 37               | 37                | 111   |